# Сьвйонтники (Радзейовський повіт)
Сьвйонтники (пол. Świątniki) — село в Польщі, у гміні Пйотркув-Куявський Радзейовського повіту Куявсько-Поморського воєводства.
Населення — 340 осіб (2011).
У 1975-1998 роках село належало до Влоцлавського воєводства.

## Демографія
Демографічна структура станом на 31 березня 2011 року:
|          | Загалом | Допрацездатний вік | Працездатний вік | Постпрацездатний вік |
| -------- | ------- | ------------------ | ---------------- | -------------------- |
| Чоловіки | 169     | 25                 | 119              | 25                   |
| Жінки    | 171     | 27                 | 99               | 45                   |
| Разом    | 340     | 52                 | 218              | 70                   |